# Pascal Ribier
Pascal Ribier est un ingénieur du son français. 

## Biographie
Pascal Ribier a longtemps collaboré avec Éric Rohmer à partir de 1987,.

## Filmographie partielle

### Courts métrages
- 1996 : Mireille et Barnabé aimeraient bien en avoir un ... de Laurent Bénégui
- 1996 : Des goûts et des couleurs d'Éric Rohmer  et Anne-Sophie Rouvillois
- 1997 : Heurts divers d'Éric Rohmer, François Rauscher et Florence Rauscher
- 1998 : France de Diane Baratier
- 1998 : Les Amis de Ninon de Rosette et Éric Rohmer
- 1998 : Un dentiste exemplaire d'Aurélia Alcaïs, Haydée Caillot, Stéphane Pioffet et Éric Rohmer
- 1999 : La Cambrure d'Edwige Shaki et Éric Rohmer
- 2005 : Le Canapé rouge d'Éric Rohmer

### Longs métrages
- 1987 : Quatre aventures de Reinette et Mirabelle d'Éric Rohmer
- 1990 : Conte de printemps d'Éric Rohmer
- 1992 : Conte d'hiver d'Éric Rohmer
- 1993 : L'Arbre, le Maire et la Médiathèque d'Éric Rohmer
- 1995 : Au petit Marguery de Laurent Bénégui
- 1995 : Les Rendez-vous de Paris d'Éric Rohmer
- 1996 : Conte d'été d'Éric Rohmer
- 1998 : Conte d'automne d'Éric Rohmer
- 1999 : Nos vies heureuses de Jacques Maillot
- 2000 : Du poil sous les roses de Jean-Julien Chervier et Agnès Obadia
- 2001 : L'Anglaise et le Duc d'Éric Rohmer
- 2004 : Triple agent d'Éric Rohmer
- 2005 : Alex de José Alcala
- 2007 : Les Amours d'Astrée et de Céladon d'Éric Rohmer
- 2011 : Coup d'éclat de José Alcala
- 2011 : Belleville Tokyo d'Élise Girard
- 2012 : Les Coquillettes de Sophie Letourneur
- 2014 : Gaby Baby Doll de Sophie Letourneur
- 2017 : Fantasmes et Fantômes de Noël Herpe